# Distretto di Senapati
Il distretto di Senapati è un distretto dello stato del Manipur, in India. Il suo capoluogo è Senapati.